# Jadan
Jadan is een bestuurslaag in het regentschap Pidie van de provincie Atjeh, Indonesië. Jadan telt 598 inwoners (volkstelling 2010).